# Chan Santa Cruz

Ungefährer Machtbereich der Maya um 1870

Chan Santa Cruz (Mayathan „Kleines Heiliges Kreuz“), Xbáalam Nah Kampokolche Chàan Santa Cruz oder Noh Kàah Chàan Santa Cruz Báalam Nah Kampokolche („Großer Ort des Kleinen Heiligen Kreuzes und Haus des Jaguars“) war das politische und religiöse Zentrum des gleichnamigen unabhängigen Maya-Staates auf der Halbinsel Yucatán (im heutigen Bundesstaat Quintana Roo) während des Kastenkriegs von 1847 bis 1901.

## Geschichte
Die Ortschaft Chan Santa Cruz entstand ab 1850 um einen Cenote herum, neben dem sich Báalam Nah („Haus des Jaguars“), der Tempel des Sprechenden Kreuzes, befand. Das unabhängige Maya-Staatsgebiet reichte von Tulúm im Norden bis Bacalar (1858 durch die Maya erobert) im Süden an der Grenze zu Britisch-Honduras und hatte über 30.000 Einwohner, ausschließlich Maya. Die Hauptstadt hatte um 1860 etwa 300 Häuser mit 2.000 bis 7.000 Einwohnern. Die Bewohner von Chan Santa Cruz, insbesondere die Kämpfer, trugen die Bezeichnung Cruzoob („Kreuzler“, auch Cruzob bzw. in moderner Mayathan-Schreibweise Kruso’ob).
Oberste geistliche und militärische Autorität in Chan Santa Cruz war der Hüter des Kreuzes (Nojoch Tatich, „Großer Herr“), der seine Befehle von Gott über das Orakel des Sprechenden Kreuzes empfing. Die beiden bekanntesten Tatich waren Venancio Puc (1858–1864) und Crescencio Poot (1875–1885), gefürchtet bei den Weißen und bewundert von den Maya.
Chan Santa Cruz unterhielt mit Großbritannien über Britisch-Honduras Handelsbeziehungen (Holz gegen Waffen), die allerdings von Seiten der Briten 1893 eingestellt wurden. Die Bevölkerung des Staates Chan Santa Cruz ging durch die Kriegseinwirkungen von etwa 35.000 um 1850 auf etwa 10.000 Menschen um 1900 zurück.
Zwei Angriffe mexikanischer Truppen 1851 und 1860 auf Chan Santa Cruz wurden zurückgeschlagen. Erst 1901 gelang es mexikanischen Einheiten unter General Ignacio Bravo, die zuvor von den Cruzoob geräumte Stadt Chan Santa Cruz einzunehmen. Kämpfer aus Chan Santa Cruz fanden in Weilern in den Waldgebieten, unter anderem in X-Cacal Guardia Zuflucht. 
Die Maya-Stadt wurde dem Erdboden gleichgemacht und an ihrer Stelle die Stadt Santa Cruz de Bravo gebaut (benannt nach dem siegreichen General Bravo), die nun als Militärgarnison und Regierungssitz der Militärverwaltung des neu gebildeten Territoriums Quintana Roo diente. Ausländische Konzerne erhielten Konzessionen für die Holz- und Kautschukgewinnung.
Bis weit in die 1930er Jahre führten die Maya unter Francisco May den Kampf weiter und es gelang ihnen, der Regierung regelmäßig Zugeständnisse abzupressen. 
Nach dem Sturz von Porfirio Díaz wurde der Gouverneur General Bravo abberufen und der Verwaltungssitz nach Payo Obispo (heute Chetumal) verlegt. Die geraubten Ländereien von Chan Santa Cruz wurden in den zwanziger Jahren den Maya als Ejidos rückübertragen. Die einstige Maya-Hauptstadt wurde jedoch nicht mehr als solche genutzt und verfiel. Eine Pocken-Epidemie führte in dieser Zeit zu erneuten schweren Bevölkerungsverlusten unter den Maya.
Erst in den 1930er Jahren wurde der Ort als Zentrum des Holz- und Kautschukhandels neu besiedelt und heißt seit 1932 Felipe Carrillo Puerto, benannt nach dem gleichnamigen sozialistischen Gouverneur von Yucatán nach der mexikanischen Revolution, unter dem die Holz- und Kautschukausbeutung den ausländischen Konzernen entzogen wurden und ausschließlich Personen mit Wohnsitz in der Region gestattet wurde.
Die veränderten politischen und sozio-ökonomischen Bedingungen ermöglichten schließlich 1935 einen Friedensvertrag der verbliebenen Cruzoob mit der mexikanischen Regierung, in der erstere die mexikanische Herrschaft anerkannten.
Laut Volkszählung von 2000 ist die Gemeinde (municipio) Felipe Carrillo Puerto mit 77,75 % diejenige in Quintana Roo mit dem größten Anteil an Mayathansprachigen.